# Пам'ятники Узина
Пам’ятники Узина — перелік пам’яток, що пов’язані з історією міста Узин Білоцерківського району Київської області.
| Назва                                                                     | Дата встановлення                                    | Розташування                           | Фото | Короткі відомості                            |
| Робітникам цукрового комбінату, що загинули під час Другої світової війни | 1958 р. (реконст. 1988 р.)                           | Парк слави                             |      |                                              |
| Братська могила воїнів, що загинули під час Другої світової війни         | 1954 р. (реконст. 1978 р.)                           | Міський парк                           |      |                                              |
| Леніну Володимиру Іллічу                                                  | 1964 рік (2008 року перенесено, 2013 року - знищено) | Міський парк                           |      | Скульптор М. Вронський                       |
| Леніну В. І.                                                              | 1970 рік (2013 року - знищено)                       | Навпроти палацу культури               |      |                                              |
| Поповичу Павлу Романовичу                                                 | 1976 рік                                             | Навпроти міської бібілотеки            |      | Скульптори Л. Кербель Архітектор Г. Лебедєв. |
| Шевченку Тарасу Григоровичу                                               |                                                      | Навпроти прохідної цукрового комбінату |      |                                              |
| Воїнам-інтернаціоналістам                                                 |                                                      |                                        |      |                                              |